# Discípulas de Jesús Eucarístico
El Instituto de las Hermanas Discípulas de Jesús Eucarístico (oficialmente en italiano: Istituto delle Suore Discepole di Gesù Eucaristico) es una congregación religiosa católica femenina, de vida apostólica y de derecho pontificio, fundada por el obispo italiano Raffaello Delle Nocche, en Tricarico, en 1923. A las religiosas de este instituto se les conoce como discípulas de Jesús Eucarístico y posponen a sus nombres la siglas D.G.E..

## Historia
Raffaello Delle Nocche, siendo obispo de Tricarico, con la ayuda de Linda Machina, dio inicio a una congregación de mujeres dedicadas al servicio de la juventud de su diócesis. El día oficial de fundación es el 4 de octubre de 1923, cuando Machina, junto algunas compañeras, empezaron a vivir en común, en Tricarico. El mismo obispo dio la aprobación diocesana, el 14 de agosto de 1927 y en el primer capítulo general, Machina fue elegida la primera superiora general.
El papa Pío XII elevó a las discípulas de Jesús Eucarístico, a congregación religiosa de derecho pontificio, mediante decretum laudis, del 29 de mayo de 1943.

## Organización
El Instituto de las Hermanas Discípulas de Jesús Eucarístico es una congregación religiosa de derecho pontificio, internacional y centralizada, cuyo gobierno es ejercido por una superiora general. La sede central se encuentra en Roma (Italia).
Las discípulas de Jesús Eucarístico se dedican a la asistencia de ancianos, acogiéndolos en sus casas de reposo donde atienden, además de estos, a personas con discapacidades físicas o mentales. En 2015, el instituto contaba con 444 religiosas y 54 comunidades, presentes en Brasil, Filipinas, Indonesia, Italia, Mozambique, Ruanda, Timor Oriental y Vietnam.